# Barataria (Trinité-et-Tobago)
Pour les articles homonymes, voir Barataria.
Barataria est une ville située à Trinité-et-Tobago. Elle fait partie de l’East-West Corridor, dans la Région de San Juan-Laventille.

## Personnalités
Racquel Moses